# دراسات أكاديمية حول ويكيبيديا
تمت دراسة ويكيبيديا على نطاق واسع. بين عامي 2001 و2010، نشر الباحثون ما لا يقل عن 1746 مقالة تمت مراجعتها من قبل الأقران حول الموسوعة الإلكترونية. يُمكن إجراء هذه الدراسات بسهولة نظرًا لإمكانية الوصول إلى قاعدة بيانات ويكيبيديا وتنزيلها دون الحاجة إلى مساعدة من مالك الموقع.
شملت موضوعات البحث موثوقية الموسوعة والأشكال المختلفة للتحيز النظامي؛ والجوانب الاجتماعية لمجتمع ويكيبيديا (بما في ذلك الإدارة والسياسة والديموغرافيا)؛ والموسوعة كمجموعة بيانات للتعلم الآلي؛ وما إذا كانت اتجاهات ويكيبيديا قد تتنبأ بالسلوك البشري أو تؤثر عليه.
وتشمل النتائج البارزة الدقة الواقعية المشابهة للموسوعات الأخرى، ووجود تحيز ثقافي وجنسني، فضلاً عن فجوات في تغطية الجنوب العالمي؛ وأن أقلية ضئيلة من المحررين ينتجون غالبية المحتوى؛ ونماذج مختلفة لفهم الصراع عبر الإنترنت؛ والارتباط المحدود بين اتجاهات ويكيبيديا وظواهر مختلفة مثل تحركات سوق الأوراق المالية أو نتائج الانتخابات.

## المحتوى

### الإنتاج

#### أقلية من المحررين تُنتج أغلبية المحتوى المستمر
وجدت الدراسات التي أجريت بين عامي 2005 و2007 أن أقلية صغيرة من المحررين يقومون بمعظم التعديلات على ويكيبيديا، وأن توزيع التعديلات يتبع قانون القوة حيث أنتج حوالي نصف التعديلات الإجمالية بواسطة 1% من المحررين. وتوصلت دراسة أخرى أجريت عام 2007 إلى أن المحررين "النخبة" الذين أجروا العديد من التعديلات أنتجوا 30% من التغييرات في المحتوى، مقاسة بعدد الكلمات. وكان هؤلاء المحررون أيضًا أكثر ميلًا إلى إضافة المحتوى بدلاً من حذفه.
استخدمت دراسة أجريت عام 2007 من جامعة مينيسوتا مقاييس تعتمد على القارئ والتي تزن المحتوى بناءً على عدد المرات التي تمت مشاهدته فيها (عرض الكلمة المستمرة (PWV"). حللت هذه الدراسة تريليونات من مشاهدات الكلمات بين سبتمبر 2002 وأكتوبر 2006 وخلصت إلى أن 0.1% من مجتمع ويكيبيديا (4200 محرر) أنتجوا 44% من مشاهدات الكلمات خلال هذه الفترة. وخلص المحررون إلى أن:

تزداد حصة (PWV) بشكل يفوق التزايد الأسي مع ترتيب عدد التعديلات؛ بمعنى آخر، يساهم المحررون النخبة (أولئك الذين يقومون بأكبر عدد من التعديلات) في قيمة أكبر مما يمكن توقعه وفقًا لعلاقة القوة الأسية.

أظهرت دراسة أجريت عام 2009 أن واحد بالمائة من المحررين الذين يقومون في المتوسط بأكثر من 1000 تعديل شهريًا يقومون بنسبة 55% من التعديلات.

#### توزيع العمل والطبقات الاجتماعية
أشارت ورقة بحثية تمت مراجعتها من قبل النظراء إلى "التقسيم الاجتماعي في مجتمع ويكيبيديا" بسبب "فئة المسؤولين". أشارت الورقة إلى أن مثل هذه التقسيم الطبقي قد يكون مفيدًا في بعض النواحي، لكنها اعترفت "بتحول لاحق واضح في القوة بين مستويات التقسيم الطبقي" بسبب "الاختلافات في المكانة والسلطة" بين الإداريين وغيرهم من المحررين.
عند تحليل تاريخ التحرير الكامل في ويكيبيديا الإنجليزية حتى يوليو 2006، حددت نفس الدراسة أن تأثير تحريرات الإداريين على المحتويات قد انخفض بشكل مطرد منذ عام 2003، عندما أجرى الإداريون ما يقرب من 50٪ من إجمالي التحرير، إلى عام 2006 عندما أجرى الإداريون 10٪ فقط من التحرير. وقد حدث هذا على الرغم من أن متوسط عدد التعديلات لكل مسؤول قد زاد بأكثر من خمسة أضعاف خلال نفس الفترة. وقد أطلق مؤلفو البحث على هذه الظاهرة اسم "صعود الحشود". وأظهر التحليل الذي استخدم عدد الكلمات المحررة كمقياس بدلاً من عدد إجراءات التحرير نمطًا مشابهًا. نظرًا لأن فئة المشرف تعسفية إلى حد ما فيما يتعلق بعدد التعديلات، فقد نظرت الدراسة أيضًا في تقسيم المستخدمين إلى فئات استنادًا إلى عدد التعديلات التي تم إجراؤها. وكانت النتائج الخاصة بـ "المستخدمين النخبة"، أي المستخدمين الذين أجروا أكثر من 10,000 تعديل، متوافقة إلى حد ما مع النتائج التي حصلنا عليها بالنسبة للمسؤولين، باستثناء أن "عدد الكلمات التي قام المستخدمون النخبة بتغييرها قد مواكب التغييرات التي أجراها المستخدمون المبتدئون، على الرغم من أن عدد التعديلات التي أجراها المستخدمون المبتدئون قد نما بشكل أسرع نسبيًا". وتختتم الدراسة:

وعلى الرغم من أن تأثيرهم ربما تضاءل في السنوات الأخيرة، يبدو أن المستخدمين النخبة ما زالوا يساهمون بجزء كبير من العمل الذي يتم في ويكيبيديا. وعلاوة على ذلك، يبدو أن التعديلات التي يُجريها المستخدمون النخبة جوهرية بطبيعتها. أي أنهم يبدو أنهم يفعلون أكثر من مجرد إصلاح الأخطاء الإملائية أو إعادة تنسيق الاستشهادات

### الموثوقية
قام بحث في مؤتمر جدلي (2010) بتقييم ما إذا كانت الثقة في ويكيبيديا مبنية على مزايا معرفية أم براغماتية. في حين أن القراء قد لا يقومون بتقييم المعرفة والخبرة الفعلية لمؤلفي مقال معين، إلا أنهم قد يُقيّمون شغف المساهمين بالمشروع والتصميم التواصلي الذي يعكس هذا الشغف، مما يشكل سببًا للثقة.
وفي التفاصيل، اعتبر المؤلف أنه لا يمكن الوثوق في ويكيبيديا بناءً على الخبرة الفردية، أو المعرفة الجماعية، أو الخبرة السابقة في الموثوقية. ويرجع ذلك إلى أن عدم الكشف عن الهوية واستخدام أسماء مستعارة يمنعان تقييم المعرفة، و"ثقافة معاداة الخبراء" تجعل من غير المرجح أن يتغير هذا. قد يقتصر تحرير ويكيبيديا إلى حد كبير على مجموعة مختارة من المحررين، دون تجميع "حكمة الجمهور"، وهو ما يؤدي في بعض الحالات إلى خفض جودة المقالة على أي حال. تشير التجارب الشخصية والدراسات التجريبية، التي أكدتها حوادث بما في ذلك الجدل حول سيرة سيجنثالر، إلى الاستنتاج بأن ويكيبيديا ليست موثوقة بشكل عام. ومن ثم، فإن هذه العوامل المعرفية لا تبرر استشارة ويكيبيديا.
ثم اقترح المؤلف الأساس المنطقي للثقة في ويكيبيديا بناءً على القيم البراغماتية، والتي يمكن تلخيصها تقريبًا في عاملين
- أولاً، يشير الحجم والنشاط حول ويكيبيديا إلى أن المحررين ملتزمون بشدة بتزويد العالم بالمعرفة.
- ثانياً، إن التطورات الشفافة للسياسات والممارسات والمؤسسات والتقنيات بالإضافة إلى الجهود الضخمة الملحوظة، تعالج المخاوف المحتملة التي قد تثار في الثقة في ويكيبيديا. وتشمل المخاوف التي أثيرت تعريف المعرفة المقدمة، ومنع المساهمات المشوهة من الأشخاص الذين لا يتقاسمون نفس الالتزام، وتصحيح أضرار التحرير، ومراقبة جودة المقالات وتحسينها.

#### المعلومات الصحية
يتم الوصول إلى المعلومات الصحية على ويكيبيديا الإنجليزية بشكل شائع من خلال نتائج محركات البحث وصفحة نتائج محرك البحث، والتي تقدم بشكل متكرر روابط لمقالات ويكيبيديا  لقد تم إجراء تقييمات مستقلة لجودة المعلومات الصحية المقدمة على ويكيبيديا ولمن يصل إلى هذه المعلومات. تمت دراسة عدد وديموغرافية الأشخاص الذين يبحثون عن معلومات صحية على ويكيبيديا، ونطاق المعلومات الصحية على ويكيبيديا، ونوعية المعلومات على ويكيبيديا. هناك عيوب لاستخدام ويكيبيديا كمصدر للمعلومات الصحية.[بحاجة لشرح]

### التحيز
أظهرت الأبحاث باستمرار أن ويكيبيديا تبالغ بشكل منهجي في تمثيل وجهة نظر تنتمي إلى فئة سكانية معينة توصف بأنها "ويكيبيدي متوسط"، وهو ذكر أبيض متعلم، ميال إلى التقنية، يتحدث الإنجليزية، تتراوح أعمارهم بين 15 و49 عامًا من دولة مسيحية متقدمة في نصف الكرة الشمالي. تم تمثيل وجهة النظر هذه بشكل مبالغ فيه فيما يتعلق بجميع وجهات النظر الموجودة. يؤدي هذا التحيز المنهجي في التركيبة السكانية للمحررين إلى التحيز الثقافي والتحيز الجنسي ونقص المعلومات حول الجنوب العالمي.
هناك نوعان رئيسيان من التحيز، وهما "التحيز الضمني" (عندما يتم حذف موضوع ما) والتحيز الصريح (عندما يتم دعم وجهة نظر معينة في مقال أو من خلال المراجع).
توصلت التقييمات العلمية متعددة التخصصات لمقالات ويكيبيديا إلى أنه في حين أن المقالات عادة ما تكون دقيقة وخالية من المعلومات المضللة، إلا أنها عادة ما تكون غير مكتملة وتفشل في تقديم جميع وجهات النظر من وجهة نظر محايدة.
قام باحثون من جامعة واشنطن في سانت لويس بتطوير نموذج إحصائي لقياس التحيز المنهجي في سلوك مستخدمي ويكيبيديا فيما يتعلق بالموضوعات المثيرة للجدل. ركز المؤلفون على التغيرات السلوكية التي طرأت على مسؤولي الموسوعة بعد توليهم المنصب، وكتبوا أن التحيز المنهجي حدث بعد ذلك.

#### التحيز الجغرافي
أظهرت الأبحاث التي أجراها معهد أكسفورد للإنترنت في عام 2009 أن المقالات ذات العلامات الجغرافية في جميع إصدارات ويكيبيديا اللغوية تغطي حوالي نصف مليون مكان على وجه الأرض. ومع ذلك، كان التوزيع الجغرافي للمقالات غير متساوٍ إلى حد كبير: فمعظم المقالات مكتوبة عن أمريكا الشمالية وأوروبا وشرق آسيا، مع تغطية ضئيلة للغاية لأجزاء كبيرة من العالم النامي، بما في ذلك معظم إفريقيا.
أظهرت دراسة أخرى أجريت عام 2009 على 15 إصدارًا لغويًا أن كل إصدار كان "مُركزًا على الذات" بدرجة كبيرة، مع التركيز على "المنطقة الجغرافية الأصلية" لتلك اللغة.

#### التحيز الجنسي
لقد تمت مناقشة التحيز الجنسي على ويكيبيديا على نطاق واسع. وجدت دراسة استقصائية أجريت عام 2010 أن 13% فقط من المحررين و31% من القراء هم ناث. أكدت ورقة بحثية أجريت عام 2017 أن 15% فقط من مجتمع التحرير من الإناث.
وجدت دراسة أجرتها فرانسيسكا تريبودي عام 2021 أنه من بين حوالي 1.5 مليون مقال سيرة ذاتية على ويكيبيديا الإنجليزية في عام 2021، كان 19٪ فقط عن النساء. توصلت الدراسة إلى أن السير الذاتية الموجودة أكثر عرضة للترشيح للحذف من المقالات الموجودة للرجال.

#### معالجة التحيز
بحثت بعض الدراسات في عمل مشروع ويكي لمكافحة التحيز النظامي (WP:CSB)، وهو جهد جماعي لبعض محرري ويكيبيديا لتوسيع وجهة نظر الموسوعة. توصلت دراسة أجريت عام 2010 على 329 محررًا مشاركًا في (WP:CSB) إلى أن عمل هؤلاء المحررين فضل الموضوعات التي تنتمي إلى الولايات المتحدة وإنجلترا، وأن "المناطق التي تهم (WP:CSB) بشكل رئيسي أثبتت أنها أقل تمثيلاً من قبل التحالف نفسه".
أوصت ورقة بحثية صدرت عام 2021 بمعالجة "النقطة المثالية" داخل تحيز الموسوعة، حيث يتوفر في الدراسات الحالية مصادر موثوقة وخاضعة لمراجعة الأقران تقدم وجهات نظر أكثر شمولاً مقارنة بالمقالات الحالية في ويكيبيديا. وأشارت الدراسة إلى أن دمج هذه المصادر سيؤدي إلى تمثيل أفضل لوجهات النظر المستبعدة أو المهمشة، وأن إمكانيات التحسين المحتملة "هائلة".

## معالجة اللغة الطبيعية
أصبح المحتوى النصي والتسلسل الهرمي المنظم في ويكيبيديا مصدرًا مهمًا للمعرفة للباحثين في معالجة اللغة الطبيعية والذكاء الاصطناعي. في عام 2007، قام باحثون في معهد التخنيون للتكنولوجيا في إسرائيل بتطوير تقنية تسمى التحليل الدلالي الصريح والتي تستخدم المعرفة العالمية الموجودة في مقالات ويكيبيديا الإنجليزية. يتم إنشاء التمثيلات المفاهيمية للكلمات والنصوص تلقائيًا واستخدامها لحساب التشابه بين الكلمات وبين النصوص.
يستخدم الباحثون في مختبر معالجة المعرفة الشاملة المعرفة اللغوية والعالمية المشفرة في ويكيبيديا وويكاموس لإنشاء قواعد معرفة لغوية تلقائيًا تشبه الموارد التي بناها الخبراء مثل (WordNet). أنشأ ستروبي وبونزيتو خوارزمية لتحديد العلاقات بين الكلمات من خلال التنقل عبر ويكيبيديا الإنجليزية عبر مخطط التصنيف الخاص بها، وخلصا إلى أن ويكيبيديا أنشأت "تصنيفًا قادرًا على التنافس مع (WordNet) في مهام المعالجة اللغوية".

## الجوانب الاجتماعية

### الصراع
أفادت دراسة أجريت عام 2011 بطريقة جديدة لقياس مدى الجدل حول مقالة ويكيبيديا، وتم التحقق من ذلك من خلال 6 إصدارات للغات الهندو أوروبية بما في ذلك اللغة الإنجليزية.[بحاجة لتوضيح]
ذكرت مقالة نشرت عام 2013 في مجلة (Physical Review Letters) نموذجًا عامًا للديناميكيات الاجتماعية في بيئة تعاونية تتضمن آراء وصراعات وإجماع، مع نظير محدد لويكيبيديا: "يمكن لمقالة عادية أن تصبح مثيرة للجدل فجأة عندما يشارك المزيد من الأشخاص في تحريرها".
في عام 2014 نُشر فصل في كتاب بعنوان "الموضوعات الأكثر إثارة للجدل في ويكيبيديا: تحليل متعدد اللغات والجغرافي" (The Most Controversial Topics in Wikipedia: A Multilingual and Geographical Analysis): قام بتحليل حجم تحرير المقالات في إصدارات ويكيبيديا المختلفة من أجل تحديد الموضوعات الأكثر إثارة للجدل في اللغات المختلفة ومجموعات اللغات. بالنسبة للنسخة الإنجليزية، كانت المقالات الثلاثة الأكثر إثارة للجدل هي: جورج دبليو بوش، والفوضوية، ومحمد. كانت الموضوعات التي أثارت الجدل في اللغات الأخرى هي كرواتيا (الألمانية)، وسيغولين رويال (الفرنسية)، وتشيلي (الإسبانية)، والمثلية الجنسية (التشيكية).

### التركيبة السكانية
وجدت دراسة أجرتها شركة (Hitwise) عام 2007، ونشرتها مجلة تايم، أن زوار ويكيبيديا منقسمون بالتساوي تقريبًا بنسبة 50/50 بين الذكور والإناث، ولكن 60% من التعديلات يقوم بها محررون من الذكور. وجدت دراسة استقصائية أجريت عام 2010 أن 13% فقط من المحررين و31% من القراء هم إناث. أكدت ورقة بحثية عام 2017 أن 15% فقط من مجتمع التحرير من الإناث.
حللت دراسة أجريت عام 2012 وشملت 32 إصدارًا لغويًا النشاط اليومي للمحررين وخلصت إلى أن حصص المساهمات في ويكيبيديا الإنجليزية من أمريكا الشمالية وأوروبا والشرق الأقصى وأستراليا متساوية تقريبًا، في حين تزيد هذه النسبة إلى 75% من المساهمات الأوروبية والشرق الأقصى وأستراليا في ويكيبيديا الإنجليزية البسيطة. ويتناول البحث أيضًا بعض التحليلات الديموغرافية الأخرى للطبعات الأخرى باللغات المختلفة.

### السياسات والمبادئ التوجيهية
حددت دراسة وصفية قامت بتحليل سياسات وإرشادات ويكيبيديا باللغة الإنجليزية حتى سبتمبر 2007 عددًا من الإحصائيات الرئيسية:
- 44 سياسة رسمية
- 248 من المبادئ التوجيهية

حتى سياسة قصيرة مثل "تجاهل جميع القواعد" وجدت أنها أثارت الكثير من النقاش والتوضيحات:
وقد أخذت الدراسة عينات من توسع بعض السياسات الرئيسية منذ إنشائها:
- ويكيبيديا:تجاهل كل القواعد : 3600% (بما في ذلك المستند الإضافي الذي يشرح ذلك)
- ويكيبيديا:توافق: 1557%
- ويكيبيديا:حقوق التأليف والنشر: 938%
- ويكيبيديا:ما لا تمثله ويكيبيديا: 929%
- ويكيبيديا:سياسة الحذف: 580%
- ويكيبيديا:اللياقة: 124%

ومع ذلك، فقد تم اعتبار الرقم الخاص بـ "الحذف" غير حاسم لأن السياسة كانت مقسمة إلى عدة سياسات فرعية.

### محاولات الهيمنة (Power plays)
أجرى باحثون من جامعة واشنطن ومختبرات HP دراسة مشتركة تمت مراجعتها من قبل النظراء في عام 2007 وفحصوا كيفية استخدام السياسات وكيف يعمل المساهمون نحو الإجماع من خلال تحليل عينة من صفحات النقاش النشطة كميًا. وباستخدام قاعدة بيانات ويكيبيديا الإنجليزية لشهر نوفمبر 2006، ركزت الدراسة على 250 صفحة نقاش في ذيل التوزيع: 0.3% من جميع صفحات النقاش، ولكنها تحتوي على 28.4% من جميع مراجعات صفحات النقاش، والأهم من ذلك، تحتوي على 51.1% من جميع الروابط إلى السياسات. من خلال تاريخ الصفحات التي تم أخذ العينات منها، فحصت الدراسة فقط الأشهر التي شهدت نشاطًا مرتفعًا، والتي تسمى الأقسام الحرجة - مجموعات من الأشهر المتتالية حيث كان عدد المراجعات لكل من المقالات وصفحات المناقشة كبيرًا.
حددت الدراسة وحسابت مقياس انتشار السياسة. تم اعتبار القسم الحرج محملا بالسياسات إذا كان عامل السياسة الخاص به ضعف المتوسط على الأقل. تمت إضافة 3 متغيرات مؤشر إلى المقالات:
- جدلي
- مميز
- محملة بالسياسات

وقد أسفرت جميع المستويات الممكنة لهذه العوامل الثلاثة عن 8 فئات للعينة. هدفت الدراسة إلى تحليل 9 أقسام حاسمة من كل فئة من فئات العينة، ولكن لم يمكن اختيار سوى 69 قسمًا حاسمًا لأن 6 مقالات فقط (تاريخية) كانت مميزة ومثيرة للجدل ومليئة بالسياسات في نفس الوقت.
وتوصلت الدراسة إلى أن السياسات لم يتم تطبيقها بشكل متسق بأي حال من الأحوال. ولتوضيح نتائجه الأوسع نطاقاً، قدم التقرير المقتطفين التاليين من صفحات نقاش ويكيبيديا في تناقض واضح:
- مناقشة قرر فيها المشاركون أن حساب المتوسط من البيانات المقدمة من قبل وكالة حكومية يشكل بحثًا أصليًا:

هل يُعتبر المتوسط ... بحثًا أصليًا؟ [U3]

لا يبدو لي كذلك، يبدو أن البحث الأصلي قد أُجري من قبل [الوكالة الحكومية]، أم أنني أفتقد شيئًا؟ [U4]

إذا لم تقم [الوكالة الحكومية] بنشر المتوسط الفعلي، فإن قيامنا بـ"حسابه" سيكون بحثًا أصليًا، أليس كذلك؟ لست متأكدًا. [U3]

لا، لماذا سيكون كذلك؟ استقراء البيانات من المعلومات المتوفرة بالفعل ليس بحثًا أصليًا. [U5]

من WP:NOR: "لا يجوز أن تحتوي المقالات على أي تحليل أو تركيب جديد للحجج، أو المفاهيم، أو البيانات، أو الأفكار، أو التصريحات المنشورة التي تخدم في الترويج لموقف معين." فقط للإشارة. [U4]

- وفي مناقشة حيث تم استخدام الاستنتاج المنطقي كحجة مضادة لسياسة البحث الأصلية:

رأيك يقع ضمن إطار WP:OR (البحث الأصلي). يمكنني بسهولة توفير مقال أكاديمي يقول إن معاداة السلطوية ليست جوهرية في البانزم (Panism). أنت تقوم بدمج أنواع مختلفة من الأفكار هنا بناءً على وجهة نظرك الشخصية. [U6]

الاستنتاج المنطقي البسيط ليس بحثًا أصليًا. البانزم بطبيعته معادٍ للسلطوية؛ لذلك، لا يمكن لنظام اقتصادي سلطوي أن يكون بانزميًا. مع أيٍ منهما تختلف: الفرضية أم النتيجة؟ [U7]

وبزعم أن مثل هذه الغموضات تؤدي بسهولة إلى ظهور محاولات الهيمنة (power plays)، حددت الدراسة، باستخدام أساليب النظرية المتجذرة (ستراوس)، 7 أنواع من ألعاب القوة:
- نطاق المقالة (ما هو خارج الموضوع في المقالة)
- الإجماع السابق (القرارات السابقة المقدمة على أنها مطلقة وغير قابلة للطعن)
- قوة التفسير (مجتمع فرعي يدعي سلطة تفسيرية أكبر من مجتمع آخر)
- شرعية المساهم (خبرته وما إلى ذلك)
- التهديد بالعقوبة (الحظر وما إلى ذلك)
- التدرب على صفحات أخرى (الصفحات الأخرى تعتبر نماذج يجب اتباعها)
- شرعية المصدر (المرجع المذكور متنازع عليه)

ونظراً لضيق المساحة، تناولت الدراسة بالتفصيل الأنواع الأربعة الأولى فقط من ألعاب القوة التي مورست من خلال مجرد تفسير السياسة. وقد تم تحليل فئة خامسة من لعبة القوة؛ وكانت تتألف من انتهاكات صارخة للسياسة تم التغاضي عنها لأن المساهم تم تقديره لمساهماته على الرغم من عدم احترامه للقواعد.

#### نطاق المقال
وترى الدراسة أن سياسات ويكيبيديا غامضة فيما يتعلق بقضايا نطاق العمل. يتم استخدام الصورة المصغرة التالية لتوضيح الادعاء:

الإجماع هراء لأن لدي الحقائق إلى جانبي. لدي أيضًا دعوة ويكيبيديا لأن أكون جريئًا... حذف مناقشة وجهة نظر الكنيسة الكاثوليكية بشأن الجيو-مركزية ليس فقط غير دقيق، ولكنه ينتهك سياسة الحياد في ويكيبيديا (WP:NPOV)... حذف أو تهميش هذه المناقشة سيعد انتهاكًا لعدة سياسات في ويكيبيديا: NPOV، وكونك جريئًا... إذا كنتم تريدون مقالة تقتصر فقط على النظرية العلمية للجيو-مركزية، فاكتبوا واحدة بأنفسكم. [U12]

لقد كتبنا بالفعل مقالة تقتصر على النظرية العلمية للجيو-مركزية، قبل أن تظهر هنا... من الواضح أنك جديد هنا، [U12]... الجدال استنادًا إلى قراءتك لقواعد الحياد و"كونك جريئًا" يبدو سخيفًا، مثل طالب خرج للتو من المدرسة الثانوية يجادل في نقاط قانونية دستورية. هذه القواعد هي مبادئ لها معاني محددة ومعروفة. الأشخاص الذين كانوا هنا لسنوات يفهمونها بشكل أفضل منك. لن تكون فعالة كأسلحة يمكنك استخدامها في هذا النقاش... [U13]

التأثير الاجتماعي للجيو-مركزية ليس هو الجيو-مركزية نفسها... ويكيبيديا ليست ورقية (Wikipedia:wiki is not paper)، لسنا بحاجة إلى حشر كل جانب ثالثي متعلق بالموضوع في المقالة نفسها، ولا نحتاج إلى اعتبارها غير مكتملة إذا لم نفعل ذلك... [U14]

... أول شيء يقوله الرابط "Wikipedia:wiki is not paper" هو: "ويكيبيديا هي موسوعة." موسوعة حقيقية مثل "الموسوعة البريطانية" لديها قسم رائع عن الجيو-مركزية، بما في ذلك جميع التأثيرات الاجتماعية والسياسية والفلسفية. [U12]

كما نوقش في "Wikipedia:wiki is not paper"، يجب أن تقدم مقالات ويكيبيديا نظرة عامة موجزة عن الجوانب المركزية للموضوع. بالنسبة لعالم أحياء مثلك، قد لا تكون الجوانب الاجتماعية للجيو-مركزية هي المحور المركزي، ولكن بالنسبة لبقية المجتمع، هي كذلك. [U12]

... ما تتحدث عنه ليس "الجيو-مركزية". القضايا المركزية للجيو-مركزية هي التوازن الدوري، تموج الأرض، والتهوية. هذه هي القضايا التي ترتبط بالفعل بعملية الجيو-مركزية نفسها. هذه "الجوانب الاجتماعية" التي تتحدث عنها هي "طرفية"، "ليست مركزية". إنها "تتعلق بالجيو-مركزية"، "تدور حول الجيو-مركزية"، لكنها "ليست الجيو-مركزية". [U15]"

وتقدم الدراسة التفسير التالي لهذا النقاش الساخن:

تحدث مثل هذه الصراعات حول نطاق المقالة حتى في بيئة مترابطة عبر الروابط، لأن عنوان المقالة له أهمية. فمقالة "الجيو-مركزية" تحمل مكانة أكبر كما أنها أكثر احتمالًا لأن يواجهها القارئ مقارنة بمقالة تحمل عنوان "التأثير الاجتماعي للجيو-مركزية".

#### الإجماع المسبق
تشير الدراسة إلى أن الإجماع في ويكيبيديا ليس نهائيًا أبدًا، وأن ما يشكل إجماعًا يمكن أن يتغير في أي وقت. وتوصلت الدراسة إلى أن هذا الغموض الزمني يشكل أرضًا خصبة لمحاولات الهيمنة، ويضع الصراع بين الأجيال حول الإجماع في الصورة الأكبر للصراع على ملكية المقال:
إن العملية التي وصفها مؤسس ويكيبيديا ذات يوم بأنها "ليست بالأمر الكبير" أصبحت الآن أمراً كبيراً إلى حد ما.
وتستخدم الدراسة مقتطف المناقشة التالي لتوضيح هذا الصراع المستمر:

معظم الأشياء التي وصفها [U17] أدناه قد تم نقاشها بالفعل... إنها مثل لعبة "الضرب على المول": يجربون زاوية واحدة، يتم دحضها؛ يجربون زاوية ثانية، يتم دحضها؛ يجربون زاوية ثالثة، يتم دحضها؛ ثم يعيدون تجربة الزاوية الأولى مرة أخرى. [U18]

سيكون من المثير للاهتمام أن نرى كم عدد المستخدمين الذين يحاولون المساهمة في هذه المقالة وتوسيع وجهات النظر البديلة فقط ليتم طردهم من قبل أولئك الذين يؤمنون بـ [Cosmic Polarity] دينيًا... لماذا لا تفكرون أن لديهم ربما وجهة نظر وأن [U19]، [U20] وبقية الأعضاء يدفعون المحررين بعيدًا عن هذه المقالة من خلال دفعهم لفرض وجهة نظرهم الثقيلة والمتحيزة باستخدام امتيازات الإدارة؟ [U21]

#### قوة التفسير
يوضح مقطع صغير كيف قام المسؤولون بتجاهل الإجماع وحذف الحسابات الشخصية للمستخدمين/المرضى الذين يعانون من مرض مجهول الهوية (يُسمى Frupism في الدراسة). جاء تدخل المشرف عندما تم ترشيح المقال ليصبح مقالاً مميزاً.

#### شرعية المساهم
ويوضح أحد المساهمين (U24) هذا النوع من لعبة القوة من خلال الاستعانة بمساهماته السابقة للجدال ضد مساهم آخر يتهم U24 بأنها غير منتجة ومزعجة:

أوه، تعني أنني "أتواجد" هنا لأوضح نقطة حول نقص الجودة في ويكيبيديا؟ من فضلك ألقِ نظرة أخرى على عدد تعديلي!! هاها. لدي أكثر من 7,000 تعديل... كما تعلم، يمكنني أن أفخر بأنني كتبت تقريبًا من الصفر اثنين من أصل 6 أو 7 مقالات متميزة في الفلسفة [U24].

#### تنافس صريح على الملكية
وتوصلت الدراسة إلى أن هناك مساهمين ينتهكون السياسة باستمرار وبنجاح دون عقوبة:

(U24) يقدم عدة آراء صريحة حول "نحن أو هم" في ما يتعلق بالسلطة: إذا استمرت تصرفات (U25)، فإنه سيغادر. ... مثل هذه التصرفات تنتهك بوضوح السياسات المتعلقة بملكية المقالات، والتحضر تجاه المساهمين الآخرين، ومعاملة القادمين الجدد. كقادم جديد، قد لا يعرف (U25) هذه السياسات، لكن (U26) يعرفها بالتأكيد. تعود العمى المتعمد من (U26) إلى حقيقة أن (U24) هو مساهم ذو قيمة في مقالات الفلسفة ولا يتردد في الإشارة إلى ذلك. هناك نقص في المساهمين الملتزمين بإنتاج محتوى عالي الجودة بشكل مستمر؛ وتتحمل مجتمع ويكيبيديا الإساءات والانتهاكات للسياسات إذا كان العمل القيم يتم.

مع كل الاحترام، هذا لم يجيب على السؤال ... أردت أن أعرف ما الذي كان غير مقبول في اقتراح (U25). ... نقص المراجع وما إلى ذلك هو خطأ بالتأكيد، لكن هذا هو السبب في أنني قدمت واحدًا (الاستفسار، القسم 8). [U26]
 ... هذه النقطة تم تناولها بالفعل في المقال ... قد تحتاج إلى توسيع قليلاً. يمكنني بسهولة فعل ذلك بنفسي عندما أتمكن من ذلك ... هل هناك شيء آخر؟ هل تدعم أيضًا رأي (U25) بأن المقال "ضعيف"، وأنه يحتاج إلى إعادة هيكلة من الأعلى إلى الأسفل، والأشياء غير المفهومة التي حاول إدخالها أعلاه أو البحث الأصلي الذي ذكره في هذه الصفحة؟ أساسًا، هناك وجهتان نظر في هذه المسألة، هل سيتم السيطرة على هذا المقال من قبل الأشخاص الذين لا يملكون أساسًا علميًا مثل من اسمه، أم لا؟ إذا حدث ذلك، سأغادر. يمكنك إما دعم موقفي أو لا. أين تقف؟ ... [U24]
 لا أؤيد بأي حال من الأحوال وجهة النظر القائلة بأن المقال ضعيف. في الواقع، أنا أختلف مع العديد من الأشياء التي قالها (U25) في أماكن أخرى على هذه الصفحة ... أنا آسف حقًا إذا كان هذا قد أزعجك. [U26]

### الحصول على صلاحية إداريّ
في عام 2008، ابتكر باحثون من جامعة كارنيغي ميلون نموذجًا احتماليًا لمحرري ويكيبيديا الإنجليزية الذين اجتازوا بنجاح عملية مراجعة الأقران ليصبحوا إداريين. وباستخدام بيانات ويكيبيديا الوصفية فقط، بما في ذلك نص ملخصات التحرير، كان نموذجهم دقيقًا بنسبة 74.8% في التنبؤ بالمرشحين الناجحين.
وقد لاحظت الورقة البحثية أنه على الرغم من الاحتجاجات التي تشير إلى العكس، فإن "الانتخاب لمنصب إداري يعد في كثير من النواحي ترقية، وهو ما يميز مجموعة أساسية من النخبة عن الكتلة الكبيرة من المحررين". ونتيجة لهذا، استخدمت الورقة البحثية أسلوب التقاط السياسات (policy capture) ـ وهي طريقة تقارن بين السمات المهمة اسمياً وتلك التي تؤدي بالفعل إلى الترقية في بيئة العمل.
وانخفض معدل النجاح الإجمالي في الترقية من 75% في عام 2005، إلى 53% في عام 2006، وإلى 42% في عام 2007. وقد عُزِيَت هذه الزيادة المفاجئة في معدل الفشل إلى معيار أعلى كان يتعين على الإداريين الذين تمت ترقيتهم مؤخرًا الالتزام به، وبدعم من الأدلة المتناقلة من دراسة حديثة أخرى نقلاً عن بعض الإداريين الأوائل الذين أعربوا عن شكوكهم في قدرتهم على اجتياز الاختبار إذا تم إجراء انتخاباتهم (ويكيبيديا:إداريون/تصويت (RfA)) مؤخرًا. وفي ضوء هذه التطورات اعتبرت الدراسة أن:

إن العملية التي وصفها مؤسس ويكيبيديا ذات يوم بأنها "ليست بالأمر الكبير" أصبحت الآن أمراً كبيراً إلى حد ما.

| العامل                                                    | 2006–2007 | قبل 2006 |
| --------------------------------------------------------- | --------- | -------- |
| كل محاولة (RfA) سابقة                                     | -14.7%    | -11.1%   |
| كل شهر منذ التحرير الأول                                  | 0.4%      | (0.2%)   |
| كل 1000 تعديل للمقال                                      | 1.8%      | (1.1%)   |
| كل 1000 تعديل لسياسة ويكيبيديا                            | 19.6%     | (0.4%)   |
| كل 1000 تعديل في مشروع ويكي                               | 17.1%     | (7.2%)   |
| كل 1000 مقالة يتم تحريرها                                 | 6.3%      | 15.4%    |
| كل تحرير Arb/mediation/wikiquette                         | -0.1%     | -0.2%    |
| كل درجة تنوع (انظر النص)                                  | 2.8%      | 3.7%     |
| كل نسبة مئوية من إشارة "التعديل الطفيف" في ملخصات التحرير | 0.2%      | 0.2%     |
| كل نسبة مئوية من ملخصات التحرير المكتوبة من قبل الإنسان   | 0.5%      | 0.4%     |
| كل "شكرًا" في ملخصات التحرير                               | 0.3%      | (0.0%)   |
| كل إشارة "POV" في ملخصات التحرير                          | 0.1%      | (0.0%)   |
| كل تعديل في انتباه الإداري/لوحة الملاحظات                 | -0.1%     | (0.2%)   |

على عكس التوقعات، فإن "الترشح" لمنصب الإداري عدة مرات يضر بفرصة المرشح للنجاح. كل محاولة لاحقة لها فرصة نجاح أقل بنسبة 14.8% من المحاولة السابقة. إن طول مدة المشاركة في المشروع لا يساهم إلا بشكل ضئيل في فرصة نجاح طلب تقديم العروض.
من بين النتائج الهامة التي توصلت إليها الدراسة أن تعديلاً واحداً لسياسة ويكيبيديا أو تعديلاً لـ WikiProject يساوي عشرة تعديلات للمقالة. ومن الملاحظات ذات الصلة أن المرشحين الذين يتمتعون بخبرة في مجالات متعددة من الموقع كانت لديهم فرصة أفضل للانتخاب. وقد تم قياس ذلك من خلال درجة التنوع، وهي إحصاء بسيط لعدد المجالات التي شارك فيها المحرر. قسمت الورقة البحثية ويكيبيديا إلى 16 منطقة: المقالة، نقاش المقالة، المقالات/الفئات/القوالب للحذف (XfD)، مراجعة الحذف (أو عدم الحذف)، وما إلى ذلك (انظر الورقة البحثية للحصول على القائمة الكاملة). على سبيل المثال، المستخدم الذي قام بتحرير المقالات وصفحة المستخدم الخاصة به ونشرها مرة واحدة في مراجعة (إلغاء) الحذف سيحصل على درجة تنوع 3. إن إجراء تعديل واحد في أي منطقة إضافية من ويكيبيديا يرتبط بزيادة احتمالية النجاح في الحصول على منصب الإدارة بنسبة 2.8%.
كما ساعد إجراء تعديلات طفيفة أيضًا، على الرغم من أن مؤلفي الدراسة يعتبرون أن السبب في ذلك قد يكون هو أن التعديلات الطفيفة ترتبط بالخبرة. على النقيض من ذلك، فإن كل تعديل على صفحة لجنة التحكيم أو الوساطة، أو تنبيهات السلوك، والتي تعد جميعها أماكن لحل النزاعات، يقلل من احتمال النجاح بنسبة 0.1%. وكان لنشر الرسائل على لوحات الإعلانات الخاصة بالمسؤولين تأثير ضار مماثل. وقد فسرت الدراسة هذا الأمر على أنه دليل على أن المحررين المتورطين في تصعيد أو إطالة الصراعات يقللون من فرصهم في تولي مناصب إدارية.
كان قول "شكرًا" أو تنويعات منه في ملخصات التحرير، والإشارة إلى قضايا وجهة النظر (أيضًا في ملخصات التحرير فقط لأن الدراسة حللت البيانات الوصفية فقط) مفيدًا بشكل طفيف، حيث ساهم بنسبة 0.3% و0.1% في فرص المرشحين في عامي 2006-2007، لكنه لم يصل إلى أهمية إحصائية من قبل.
هناك بعض العوامل التي اعتُبِرت غير ذات صلة أو هامشية في أفضل الأحوال:
- إن تحرير صفحات المستخدم (بما في ذلك صفحاتك الخاصة) لا يساعد. ومن المثير للدهشة إلى حد ما أن تعديلات صفحة نقاش المستخدم لا تؤثر أيضًا على احتمالية الإدارة.
- لم يكن للترحيب بالقادمين الجدد أو قول "من فضلك" في ملخصات التحرير أي تأثير.
- إن المشاركة في بناء الإجماع، مثل تصويت طلب الإدارة أو مضخة القرية (village pump)، لا تزيد من احتمالية أن يصبح الشخص إدارياً. ومع ذلك، تعترف الدراسة بأن المشاركة في الإجماع تم قياسها كميًا وليس نوعيًا.
- لم يكن لمكافحة التخريب أي تأثير كما تم قياسه من خلال عدد التعديلات على لوحة إعلانات التخريب. كان كل ألف تعديل يحتوي على اختلافات في كلمة "العودة" مرتبطًا بشكل إيجابي (7%) بالإدارة في الفترة 2006-2007، لكنه لم يصل إلى أهمية إحصائية ما لم يكن الشخص على استعداد لخفض العتبة إلى p <.1). الأمر الأكثر إرباكًا هو أنه قبل عام 2006 كان عدد العائدين مرتبطًا سلبًا (-6.8%) بنجاح الإدارة، مقابل عدم تحقيق أهمية إحصائية حتى عند p <.1. قد يكون هذا بسبب إدخال سياسة معروفة باسم "3RR" في عام 2006 لتقليل عمليات العودة.[33]

تشير الدراسة إلى أن بعض التباين غير المبرر بنسبة 25% في النتائج قد يكون بسبب عوامل لم يتم قياسها، مثل جودة التحرير أو المشاركة في التنسيق خارج الموقع، مثل قائمة البريد السرية (المذكورة صراحةً) المذكورة في (The Register). وتختتم الورقة بما يلي:

إن مجرد القيام بالكثير من العمل الإنتاجي لا يكفي لـ "الترقية" في ويكيبيديا. كانت تعديلات المقالات من المرشحين مؤشرات ضعيفة للنجاح. يجب عليهم أيضًا إظهار سلوكيات إدارية أكثر. كانت الخبرة المتنوعة والمساهمات في تطوير السياسات ومشاريع ويكيبيديا مؤشرات أقوى لنجاح طلبات الحصول على صلاحيات الإدارة (RfA). وهذا يتماشى مع النتائج التي تشير إلى أن ويكيبيديا هي بيروقراطية وأن العمل التنسيقي قد ازداد بشكل كبير. ... لم يكن المشاركة في سياسات ويكيبيديا ومشاريع ويكيبيديا مؤشراً للترقية إلى الإدارة قبل عام 2006، مما يشير إلى أن المجتمع ككل بدأ يعطي الأولوية لخبرات صنع السياسات والتنظيم على التنسيق البسيط على مستوى المقالات.

قام بحث لاحق أجرته مجموعة أخرى باستكشاف أنشطة فهم المعنى التي يقوم بها الأفراد أثناء مساهماتهم في قرارات (RfA). يؤكد هذا العمل أن القرارات المتعلقة بمرشحي (RfA) تعتمد على تفسير مشترك للأدلة الموجودة في الويكي وتواريخ التفاعلات السابقة.

## القراء
أظهرت العديد من الدراسات أن الأطباء والطلاب والصحفيين والعلماء يستخدمون ويكيبيديا. وجدت إحدى الدراسات التي أجريت عام 2009 أن 70% من الأطباء المبتدئين يستخدمون ويكيبيديا أسبوعيًا للعثور على معلومات طبية، وفي 26% من قضاياهم.
وجدت دراسة واحدة على الأقل أن الشعب البريطاني يثق في ويكيبيديا أكثر من هيئة الإذاعة البريطانية (BBC).
توصلت إحدى الدراسات إلى أن عدد مشاهدات صفحة ويكيبيديا الإيطالية حول مرض التصلب المتعدد ارتفع عندما انتشرت القصص حول مرض التصلب المتعدد في وسائل الإعلام الإخبارية.

### في التعليم
توصلت الدراسات إلى أن ويكيبيديا هي المورد التعليمي المفتوح الأكثر استخدامًا في التعليم العالي، وهي أكثر فعالية من حيث التكلفة بنحو 2000 مرة من الكتب المدرسية المطبوعة. لقد تبين أن استخدام ويكيبيديا يحسن اهتمام الطلاب بالتعلم، واستثمارهم في عملهم، وتعليمهم وتطورهم الشخصي، ويخلق فرصًا للتعاون المحلي والدولي.

## التعلم الآلي
يتم استخدام استخراج المعرفة الدلالية الآلي باستخدام خوارزميات التعلم الآلي "لاستخراج المعلومات التي يمكن معالجتها آليًا بتكلفة تعقيد منخفضة نسبيًا". تستخدم دي بيبيديا (DBpedia) محتوى منظمًا مستخرجًا من صناديق معلومات مقالات ويكيبيديا بلغات مختلفة بواسطة خوارزميات التعلم الآلي لإنشاء مورد من البيانات المترابطة في الويب الدلالي.

## كمتنبئ أو مؤثر على السلوك البشري
في دراسة نشرت في مجلة (PLoS ONE) أظهر طه ياسري من معهد أكسفورد للإنترنت وزملاؤه من الجامعة الأوروبية المركزية أن إحصائيات عدد مرات مشاهدة الصفحات للمقالات حول الأفلام ترتبط ارتباطًا وثيقًا بإيرادات شباك التذاكر الخاصة بها. لقد قاموا بتطوير نموذج رياضي للتنبؤ بإيرادات شباك التذاكر من خلال تحليل عدد مشاهدات الصفحات بالإضافة إلى عدد التعديلات والمحررين الفريدين لصفحات ويكيبيديا الخاصة بالأفلام. على الرغم من أن هذا النموذج تم تطويره مقابل ويكيبيديا الإنجليزية للأفلام، إلا أن الأساليب المستقلة عن اللغة يمكن تعميمها على لغات أخرى وأنواع أخرى من المنتجات خارج الأفلام.
في دراسة نُشرت في مجلة (Scientific Reports) عام 2013، أظهر هيلين سوزانا موت، وتوبياس بريس، وزملاؤهم وجود صلة بين التغيرات في عدد مشاهدات مقالات ويكيبيديا باللغة الإنجليزية المتعلقة بالموضوعات المالية والتحركات الكبيرة اللاحقة في سوق الأسهم الأمريكية.
وفي مقال نُشر في مجلة (Public Opinion Quarterly)، بيّن بنجامين ك. سميث وأبيل غوستافسون أن بيانات مشاهدات صفحات ويكيبيديا يمكن أن تُحسن من أساليب التنبؤ التقليدية للانتخابات مثل استطلاعات الرأي.
بين عامي 2019 و2021، أجرى فريق من الباحثين الأمريكيين والإيرلنديين تجربة ميدانية عشوائية كشفت أن إنشاء مقالة في ويكيبيديا حول سابقة قانونية يزيد من احتمالية الإشارة إليها في الأحكام القضائية اللاحقة بنسبة تزيد عن 20%. كما أن لغة الأحكام القضائية تعكس لغة مقالات ويكيبيديا بشكل كبير.

## للاستزادة
- Aaltonen، A.؛ Lanzara، G.F. (2015). "Building governance capability in online social production: Insights from Wikipedia". Organization Studies. ج. 36 ع. 12: 1649–1673. DOI:10.1177/0170840615584459. hdl:10535/10559.
- Aaltonen، A.؛ Seiler، S. (2016). "Cumulative growth in user-generated content production: Evidence from Wikipedia" (PDF). Management Science. ج. 62 ع. 7: 2054–2069. DOI:10.1287/mnsc.2015.2253. مؤرشف من الأصل (PDF) في 2024-04-14.
- Adler، B.T.؛ de Alfaro، L. (2007). "A content-driven reputation system for the Wikipedia". Proceedings of the 16th international conference on World Wide Web. New York: ACM. ص. 261–270. CiteSeerX:10.1.1.728.9724. DOI:10.1145/1242572.1242608. ISBN:978-1-59593-654-7. S2CID:405135.
- Amichai-Hamburger، Y.؛ Lamdan، N.؛ Madiel، R.؛ Hayat، T. (2008). "Personality characteristics of Wikipedia members". Cyberpsychology & Behavior. ج. 11 ع. 6: 679–681. DOI:10.1089/cpb.2007.0225. PMID:18954273.
- Blumenstock، J. E. (2008). "Size matters: word count as a measure of quality on Wikipedia". Proceedings of the 17th international conference on World Wide Web. New York: ACM. ص. 1095–1096. DOI:10.1145/1367497.1367673. ISBN:978-1-60558-085-2. S2CID:8896540.
- Bryant، S. L.؛ Forte، A.؛ Bruckman، A. (2005). "Becoming Wikipedian: transformation of participation in a collaborative online encyclopedia". GROUP '05 Proceedings of the 2005 international ACM SIGGROUP conference on Supporting group work. New York: ACM. DOI:10.1145/1099203.1099205. ISBN:978-1-59593-223-5. S2CID:221349.
- Farrell، H.؛ Schwartzberg، M. (2008). "Norms, Minorities, and Collective Choice Online". Ethics & International Affairs. ج. 22 ع. 4: 357–367. DOI:10.1111/j.1747-7093.2008.00171.x. S2CID:55601586. مؤرشف من الأصل في 2009-01-20. اطلع عليه بتاريخ 2009-02-03.
- Hu، M.؛ Lim، E.-P.؛ Sun، A.؛ Lauw، H. W.؛ Vuong، B.-Q. (2007). "Measuring article quality in Wikipedia: models and evaluation". Proceedings of the sixteenth ACM conference on Conference on information and knowledge management. New York: ACM. DOI:10.1145/1321440.1321476. ISBN:978-1-59593-803-9. S2CID:654234. مؤرشف من الأصل في 2020-09-27. اطلع عليه بتاريخ 2020-09-28.
- Jensen، Richard (2012). "Military History on the Electronic Frontier: Wikipedia Fights the War of 1812" (PDF). Journal of Military History. ج. 76 ع. 4: 523–556. مؤرشف (PDF) من الأصل في 2017-12-03. اطلع عليه بتاريخ 2012-10-26.
- Kopf, Susanne. "Debating the European Union transnationally: Wikipedians' construction of the EU on a Wikipedia talk page (2001-2015)". (PhD dissertation Lancaster University, 2018) online نسخة محفوظة 16 May 2019 على موقع واي باك مشين..
- Kuznetsov، S. (2006). "Motivations of contributors to Wikipedia". ACM SIGCAS Computers and Society. ج. 36 ع. 2: 1–es. DOI:10.1145/1215942.1215943. S2CID:1115614.
- Luyt، B.؛ Aaron، T. C. H.؛ Thian، L. H.؛ Hong، C. K. (2008). "Improving Wikipedia's accuracy: Is edit age a solution?". Journal of the American Society for Information Science and Technology. ج. 59 ع. 2: 318–330. DOI:10.1002/asi.20755. S2CID:20331166.
- A bot will complete this citation soon. Click here to jump the queue أرخايف:0809.4530.
- Park، T. K. (2011). "The visibility of Wikipedia in scholarly publications". First Monday. ج. 16 ع. 8. DOI:10.5210/fm.v16i8.3492. hdl:2022/21757.
- van Pinxteren، B. (2017). "African Languages in Wikipedia – A Glass Half Full or Half Empty?". Political Economy - Development: Comparative Regional Economies eJournal. ج. 5 ع. 12. SSRN:2939146.
- Rijshouwer، Emiel (2019). Organizing Democracy. Power concentration and self-organization in the evolution of Wikipedia (ط. dissertation). Rotterdam: Erasmus University Rotterdam. hdl:1765/113937. ISBN:9789402813715. OCLC:1081174169.
- Shachaf، P. (2009). "The paradox of expertise: Is the Wikipedia reference desk as good as your library?". Journal of Documentation. ج. 65 ع. 6: 977–996. DOI:10.1108/00220410910998951. مؤرشف من الأصل في 2012-08-12. اطلع عليه بتاريخ 2010-02-16.
- Shachaf، P.؛ Hara، N. (2010). "Beyond vandalism: Wikipedia trolls" (PDF). Journal of Information Science. ج. 36 ع. 3: 357–370. DOI:10.1177/0165551510365390. S2CID:21846015. مؤرشف (PDF) من الأصل في 2021-04-10. اطلع عليه بتاريخ 2020-09-28.
- Stein، K.؛ Hess، C. (2007). "Does it matter who contributes: a study on featured articles in the German Wikipedia". Proceedings of the eighteenth conference on Hypertext and hypermedia. New York: ACM. DOI:10.1145/1286240.1286290. ISBN:978-1-59593-820-6. S2CID:16649948.
- Suh، B.؛ Chi، E. H.؛ Kittur، A.؛ Pendleton، B. A. (2008). "Lifting the veil". Proceedings of the SIGCHI Conference on Human Factors in Computing Systems. ص. 1037. DOI:10.1145/1357054.1357214. ISBN:978-1-60558-011-1. S2CID:17070584.
- Urdaneta، G.؛ Pierre، G.؛ van Steen، M. (2009). "Wikipedia Workload Analysis for Decentralized Hosting". Computer Networks. ج. 53 ع. 11: 1830–1845. CiteSeerX:10.1.1.148.6299. DOI:10.1016/j.comnet.2009.02.019. مؤرشف من الأصل في 2012-06-26. اطلع عليه بتاريخ 2009-03-20.
- Vuong، B.-Q.؛ Lim، E.-P.؛ Sun، A.؛ Le، M.-T.؛ Lauw، H. W.؛ Chang، K. (2008). "On ranking controversies in Wikipedia: models and evaluation". Proceedings of the 2008 International Conference on Web Search and Data Mining. New York: ACM. DOI:10.1145/1341531.1341556. ISBN:978-1-59593-927-2. S2CID:12504471. مؤرشف من الأصل في 2020-09-23. اطلع عليه بتاريخ 2020-09-28.
- Wilson, J. (2014). "Proceed with extreme caution: Citation to Wikipedia in light of contributor demographics and content policies" نسخة محفوظة 13 March 2023 على موقع واي باك مشين.. Vanderbilt Journal of Entertainment and Technology Law, 16 (4).
- Zickuhr, K., & Rainie, L. (2011). "Wikipedia, past and present: A snapshot of current Wikipedia users"[وصلة مكسورة].